# جائزة المجر الكبرى 1994
جائزة المجر الكبرى 1994 هو سباق فورمولا 1 أقيم بتاريخ 14 أغسطس 1994 في حلبة المجر، بودابست. كان العاشر من أصل 16 في بطولة العالم لسباقات الفورمولا واحد موسم 1994. حلّ الألماني مايكل شوماخر أولا بينما جاء البريطاني دايمون هيل في المركز الثاني وحصل على المركز الثالث الهولندي جوس فيرستابين.